# دبوسية (جنس)

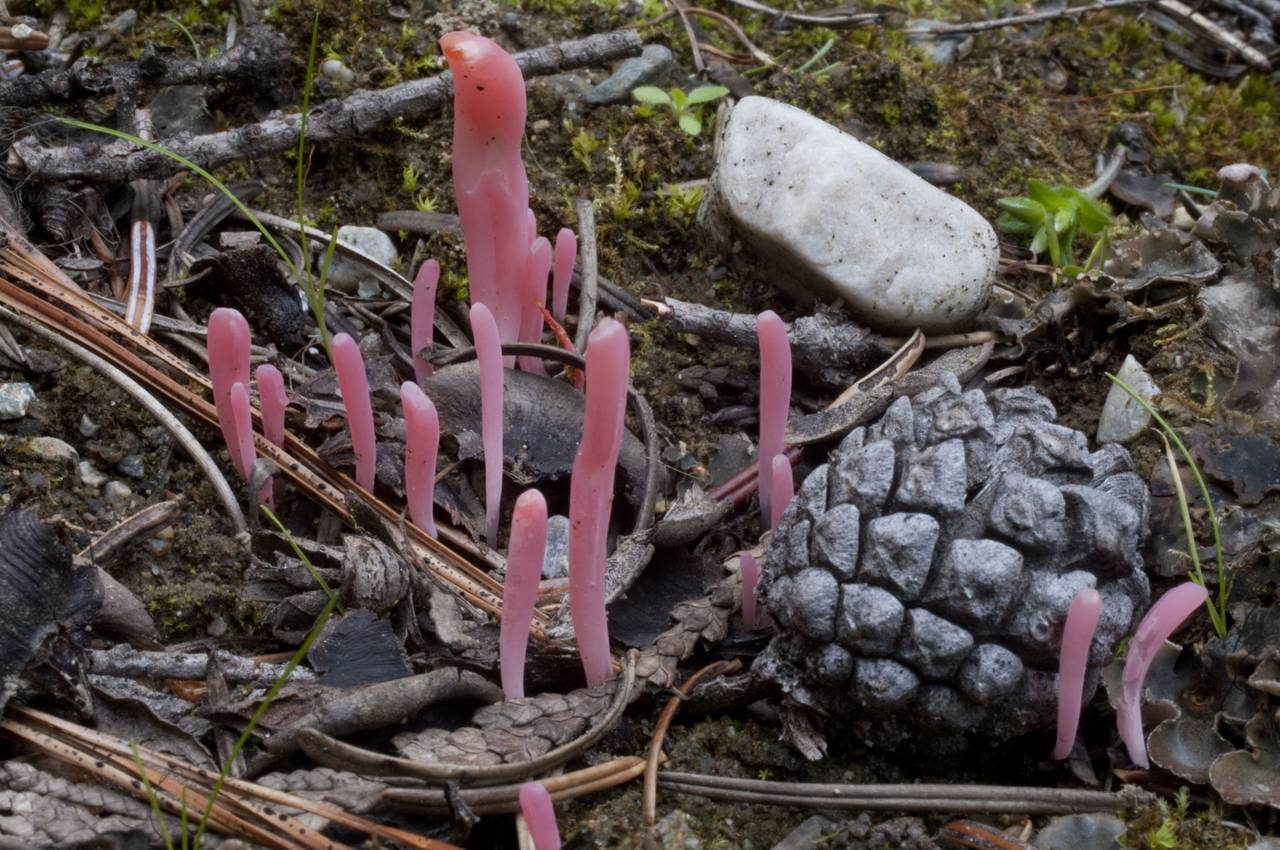
دبوسية وردية

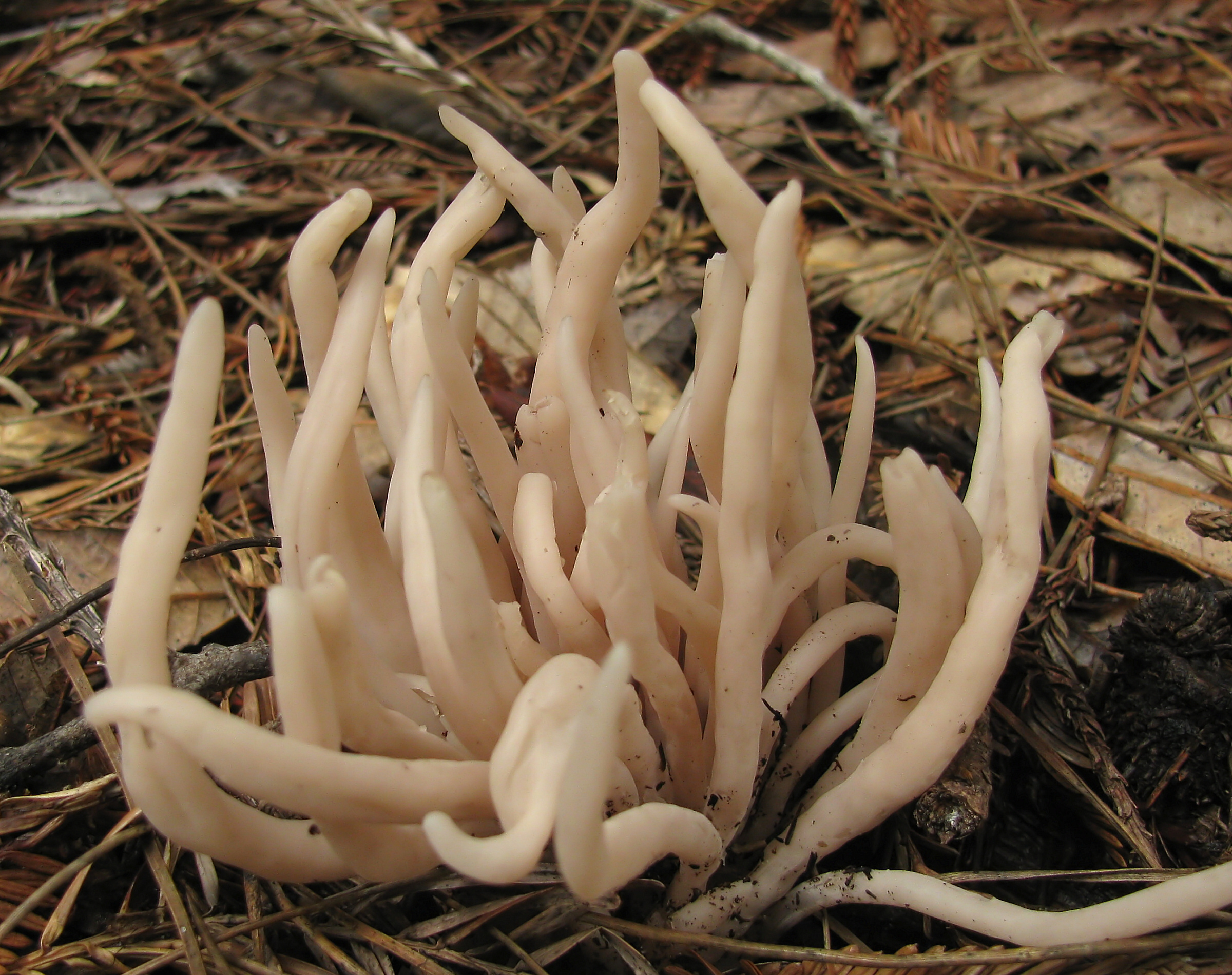
Clavaria fumosa

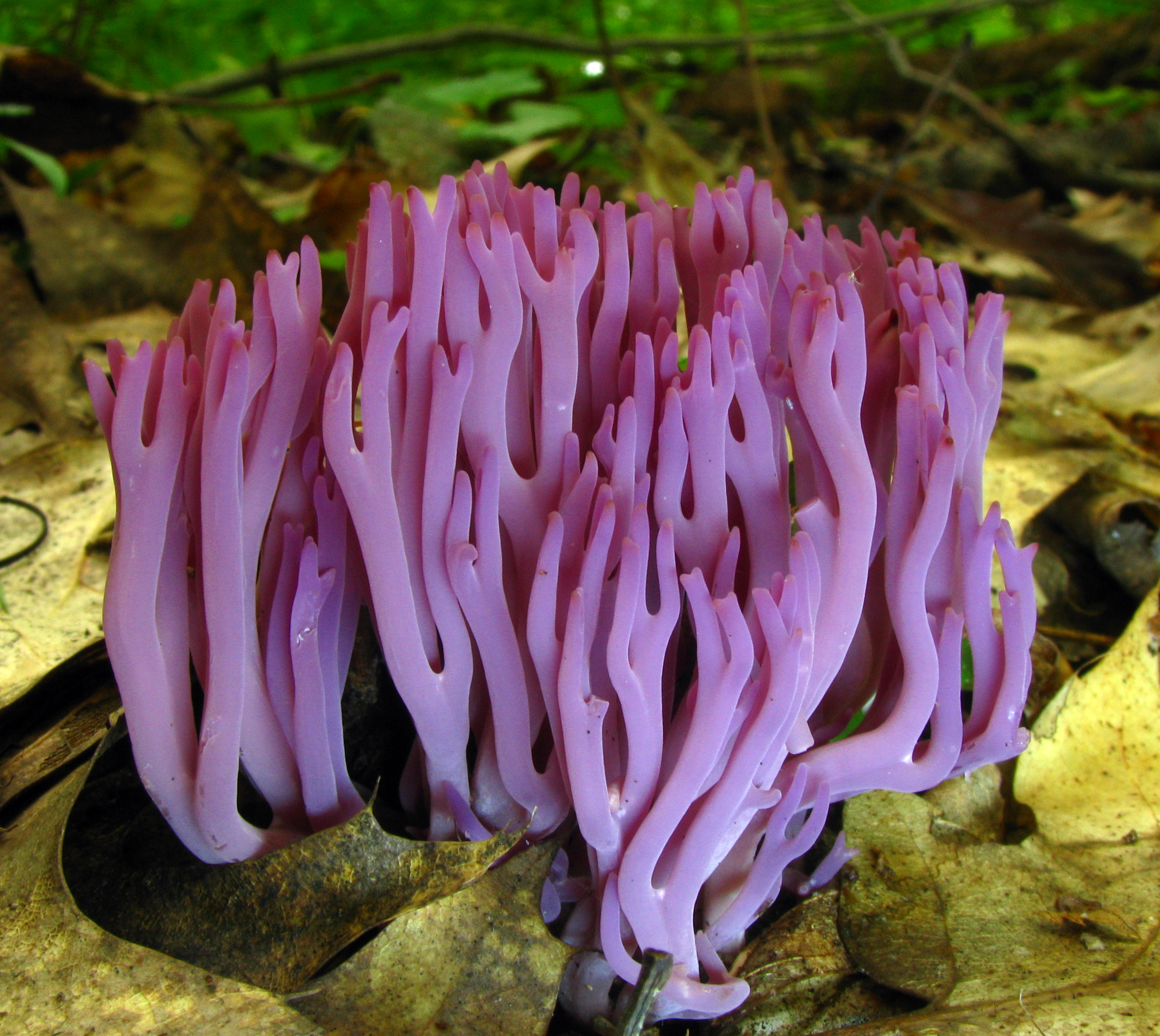
Clavaria zollingeri

الدَّبُّوسيَّة جنس من الفطريات في فصيلة الدبوسيات. أنواعه عديدة معظمها مؤذ وسام بعضها مأكول لذيذ الطعم. جميعها منتصبة القامة فوارقها الشكل والقد واللون.